# 藤代孝七
藤代 孝七（ふじしろ こうしち、1942年（昭和17年）12月15日 - ）は、日本の政治家。千葉県船橋市長（第18・19・20・21代）。
千葉県船橋市長を務めた藤代七郎は父。

## 来歴
千葉県千葉郡豊富村（現在の船橋市古和釜町）生まれ。父・藤代七郎も元船橋市長であり、また祖父・曽祖父は旧豊富村長を務めた。千葉県立船橋高等学校、東京農業大学農学部卒業。千葉県議会議員を経て、1997年に船橋市長選挙に出馬し、当選した。
当初は4選不出馬を選挙公約に掲げていたが、2009年の船橋市長選ではその公約を反故にし、4選出馬を表明。多選批判をかわし、新人の野屋敷いと子らを僅差で下して4選を果たした。
2012年12月4日、翌2013年7月に実施される船橋市長選に出馬せず、4期で市長を引退する意向を表明した。
2019年春の叙勲で旭日中綬章を受章。
農業に精通しており、船橋市内では初めての洋ラン栽培を手がけている。